# Riu Thompson

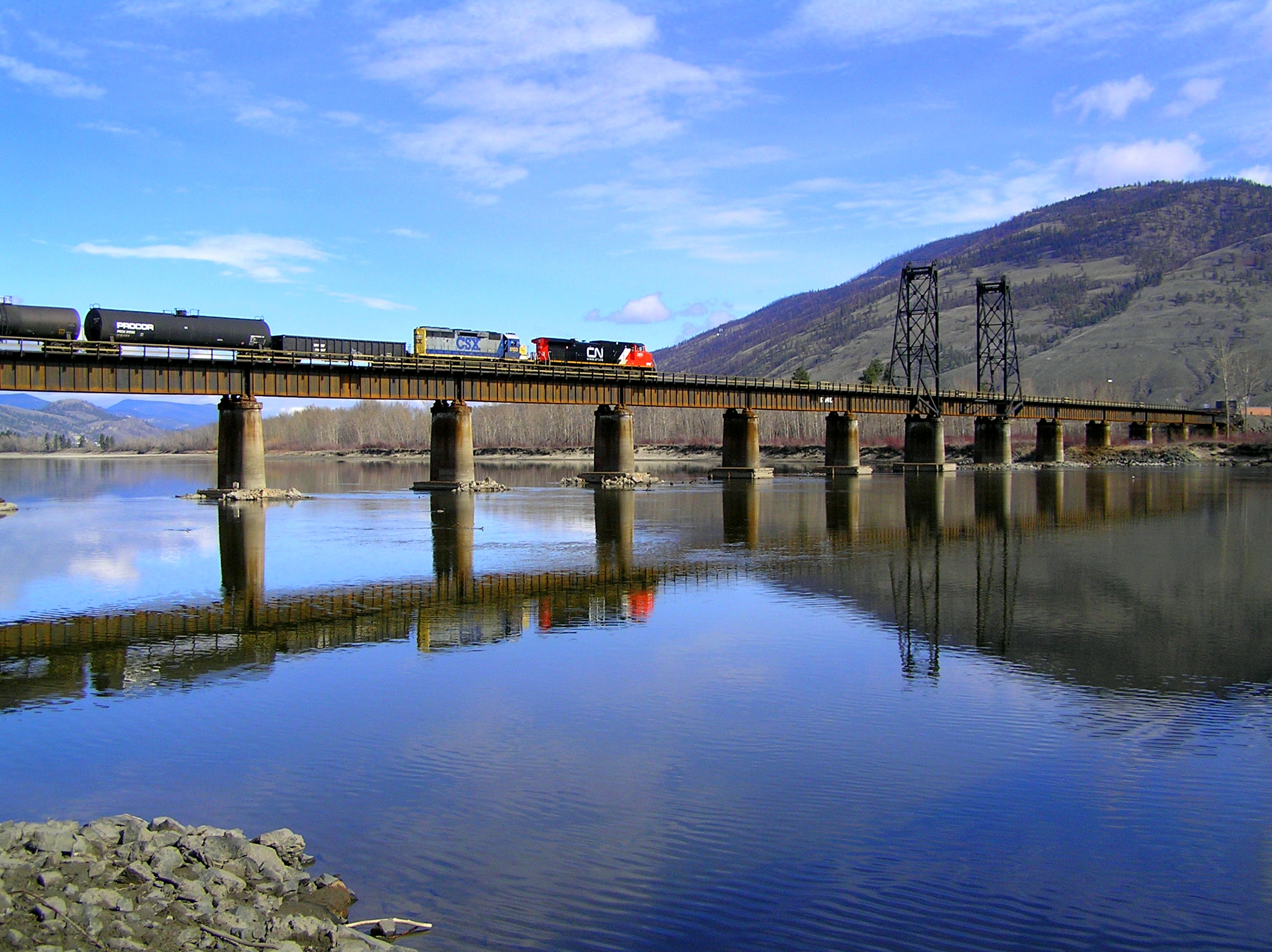
Riu North Thompson

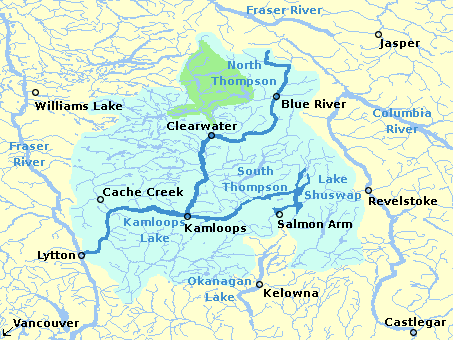
Conca del riu Thomson

El riu Thompson, Thompson River, és l'afluent més gran del riu Fraser, que flueix per la part central sud de British Columbia, Canadà. El riu Thompson té dues branques principals anomenades South Thompson River i North Thompson River. El riu Thompson va rebre el nom per part de l'explorador Simon Fraser, en honor del seu amic i explorador de la Conca del riu Columbia, David Thompson.

## Geografia
El South Thompson té una conca de 56.000 km². Neix al llac Little Shuswap [a una altitud de 1113 m) a la població de Chase i flueix uns 55 km cap al sud-oest per una ampla vall fins Kamloops on s'uneix al North Thompson (a una altitud de 470 m). Desemboca a Lytton i té una llargada total de 489 km amb un cabal de 773 m3/s.

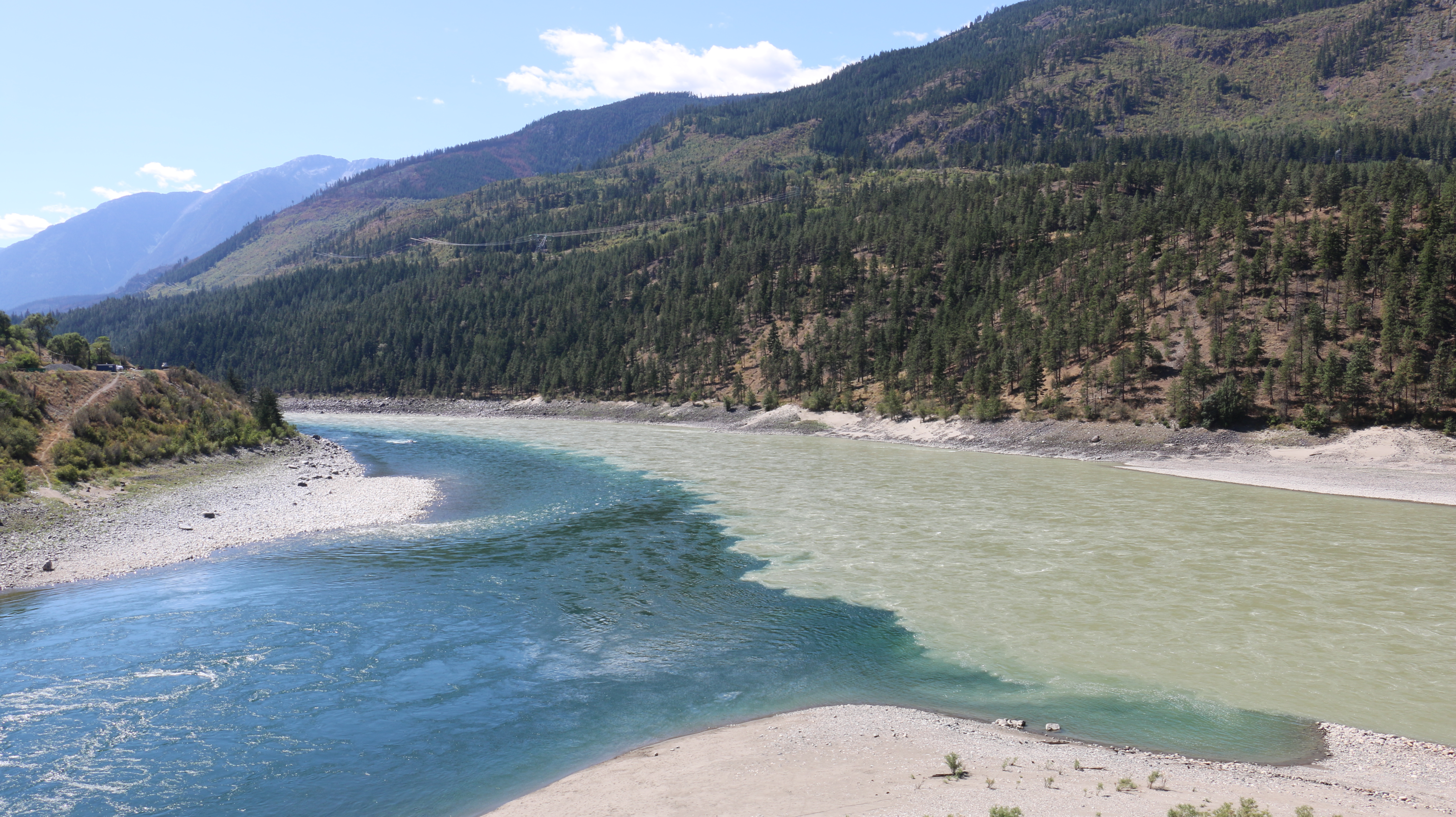
Les aigües més fosques del riu Thompson a Lytton s'uneixen al riu Fraser.

## Afluents principals

### Riu North Thompson
- Albreda River
- Thunder River
- Mud Creek
- Blue River
- Mad River
- Raft River
- Clearwater River
- Barrière River

### Riu South Thompson
- Little River (via Little Shuswap Lake from Shuswap Lake)
- Chase Creek
- Monte Creek

### Corrent principal
- Tranquille River (via Llac Kamloops)
- Deadman River
- Bonaparte River
- Oregon Jack Creek
- Nicola River
- Murray Creek
- Skoonka Creek
- Nicoamen River
- Botanie Creek